# Liste des entités territoriales autochtones au Québec
La liste des entités territoriales autochtones au Québec recense toutes les entités territoriales autochtones situées dans la province de Québec au Canada, qu'elles soient de juridiction fédérale ou provinciale, incluant les réserves indiennes, les établissements indiens, les villages cris, naskapi et nordiques ainsi que les terres réservées cries, naskapie et inuites.
Ces entités territoriales sont classées par ordre alphabétique de leur nom officiel dans un tableau triable contenant leur nom officiel, leur type, leur bande indienne, leur peuple, leur superficie, leur population selon le recensement du Canada de 2011, leur région administrative et leur coordonnées géographiques.
- Haut – A
- B
- C
- D
- E
- F
- G
- H
- I
- J
- K
- L
- M
- N
- O
- P
- Q
- R
- S
- T
- U
- V
- W
- X
- Y
- Z

| Nom officiel,                         | Type                    | Bande                                      | Peuple                | Superficie (km2) | Population | Région administrative         | Coordonnées géographiques    |
| ------------------------------------- | ----------------------- | ------------------------------------------ | --------------------- | ---------------- | ---------- | ----------------------------- | ---------------------------- |
| Akulivik                              | Village nordique        |                                            | Inuits                | 74,63            | 642        | Nord-du-Québec                | 60° 49′ 04″ N, 78° 08′ 39″ O |
| Akulivik                              | Terre réservée inuite   |                                            | Inuits                | 429,27           | 0          | Nord-du-Québec                | 60° 51′ N, 77° 54′ O         |
| Akwesasne 15                          | Réserve indienne        | Mohawks d'Akwesasne                        | Mohawks               | 10,93            | 2 686      | Montérégie                    | 45° 03′ 52″ N, 74° 35′ 10″ O |
| Aupaluk                               | Village nordique        |                                            | Inuits                | 28,65            | 233        | Nord-du-Québec                | 59° 18′ 21″ N, 69° 35′ 49″ O |
| Aupaluk                               | Terre réservée inuite   |                                            | Inuits                | 523,41           | 0          | Nord-du-Québec                | 59° 16′ 48″ N, 69° 30′ 00″ O |
| Cacouna 22                            | Réserve indienne        | Première Nation malécite de Viger          | Malécites             | 0,01             | 0          | Bas-Saint-Laurent             | 47° 55′ 00″ N, 69° 31′ 00″ O |
| Chisasibi                             | Village cri             | Nation crie de Chisasibi                   | Cris                  | 497,8            | 0          | Nord-du-Québec                | 53° 47′ 00″ N, 78° 53′ 45″ O |
| Chisasibi                             | Terre réservée crie     | Nation crie de Chisasibi                   | Cris                  | 776,1            | 4 985      | Nord-du-Québec                | 53° 47′ 00″ N, 78° 53′ 45″ O |
| Coucoucache 24a                       | Réserve indienne        | Conseil des Atikamekw de Wemotaci          | Attikameks            | 0,06             | 0          | Mauricie                      | 47° 45′ 08″ N, 73° 13′ 50″ O |
| Doncaster 17                          | Réserve indienne        | Mohawks d'Akwesasne et de Kahnawà:ke       | Mohawks               | 79               | 0          | Laurentides                   | 46° 09′ 00″ N, 74° 07′ 00″ O |
| Eastmain                              | Village cri             | Eastmain                                   | Cris                  | 330,2            | 0          | Nord-du-Québec                | 52° 14′ 00″ N, 78° 30′ 00″ O |
| Eastmain                              | Terre réservée crie     | Eastmain                                   | Cris                  | 158,41           | 924        | Nord-du-Québec                | 52° 14′ 00″ N, 78° 30′ 00″ O |
| Essipit                               | Réserve indienne        | Innue Essipit                              | Innus                 | 0,82             | 310        | Côte-Nord                     | 48° 20′ 00″ N, 69° 24′ 00″ O |
| Gesgapegiag                           | Réserve indienne        | Micmacs de Gesgapegiag                     | Micmacs               | 2,21             | 637        | Gaspésie–Îles-de-la-Madeleine | 48° 12′ 05″ N, 65° 55′ 34″ O |
| Hunter's Point                        | Établissement indien    | Première Nation de Wolf Lake               | Algonquins            | 1,22             | 5          | Abitibi-Témiscamingue         | 47° 00′ N, 78° 48′ O         |
| Inukjuak                              | Village nordique        |                                            | Inuits                | 64,4             | 0          | Nord-du-Québec                | 58° 27′ 15″ N, 78° 06′ 07″ O |
| Inukjuak                              | Terre réservée inuite   |                                            | Inuits                | 479,4            | 0          | Nord-du-Québec                | 58° 27′ 15″ N, 78° 00′ 00″ O |
| Ivujivik                              | Village nordique        |                                            | Inuits                | 37,5             | 412        | Nord-du-Québec                | 62° 25′ 00″ N, 77° 55′ 00″ O |
| Ivujivik                              | Terre réservée inuite   |                                            | Inuits                | 432,48           | 0          | Nord-du-Québec                |                              |
| Kahnawake 14                          | Réserve indienne        | Mohawks de Kahnawà:ke                      | Mohawks               | 47,4             | 10 178     | Montérégie                    | 45° 25′ 00″ N, 73° 41′ 00″ O |
| Kanesatake                            | Établissement indien    | Mohawks de Kanesatake                      | Mohawks               | 11,88            | 1 783      | Laurentides                   | 45° 29′ 00″ N, 74° 07′ 00″ O |
| Kangiqsualujjuaq                      | Village nordique        |                                            | Inuits                | 35,5             | 956        | Nord-du-Québec                | 58° 41′ 28″ N, 65° 57′ 15″ O |
| Kangiqsualujjuaq                      | Terre réservée inuite   |                                            | Inuits                | 578,9            | 0          | Nord-du-Québec                | 58° 41′ 28″ N, 65° 49′ 12″ O |
| Kangiqsujuaq                          | Village nordique        |                                            | Inuits                | 34,06            | 837        | Nord-du-Québec                | 61° 35′ 47″ N, 71° 57′ 13″ O |
| Kangiqsujuaq                          | Terre réservée inuite   |                                            | Inuits                | 515,17           | 0          | Nord-du-Québec                | 61° 30′ 00″ N, 71° 54′ 00″ O |
| Kangirsuk                             | Village nordique        |                                            | Inuits                | 59,71            | 561        | Nord-du-Québec                | 60° 01′ 43″ N, 70° 02′ 36″ O |
| Kangirsuk                             | Terre réservée inuite   |                                            | Inuits                | 563,8            | 561        | Nord-du-Québec                | 60° 06′ 00″ N, 70° 12′ 00″ O |
| Kawawachikamach                       | Village naskapi         | Nation naskapie de Kawawachikamach         | Naskapis              | 281,1            | 0          | Côte-Nord                     |                              |
| Kawawachikamach                       | Terre réservée naskapie | Nation naskapie de Kawawachikamach         | Naskapis              | 33,37            | 641        | Côte-Nord                     | 54° 51′ 47″ N, 66° 45′ 45″ O |
| Kebaowek                              | Réserve indienne        | Première Nation de Eagle Village - Kipawa  | Algonquins            | 0,27             | 326        | Abitibi-Témiscamingue         | 46° 47′ 00″ N, 78° 59′ 00″ O |
| Kiggaluk                              | Terre réservée inuite   |                                            | Inuits                | 45,1             | 790        | Nord-du-Québec                | 53° 34′ 20″ N, 78° 12′ 28″ O |
| Kitcisakik                            | Établissement indien    | Communauté anicinape de Kitcisakik         | Algonquins            | 1,08             | 257        | Abitibi-Témiscamingue         | 47° 32′ 00″ N, 77° 27′ 00″ O |
| Kitigan Zibi                          | Réserve indienne        | Kitigan Zibi Anishinabeg                   | Algonquins            | 183,9            | 1 204      | Outaouais                     | 46° 20′ 00″ N, 75° 58′ 00″ O |
| Kuujjuaq                              | Village nordique        |                                            | Inuits                | 385,7            | 2 668      | Nord-du-Québec                | 58° 06′ 00″ N, 68° 24′ 00″ O |
| Kuujjuaq                              | Terre réservée inuite   |                                            | Inuits                | 352,2            | 2 668      | Nord-du-Québec                | 58° 12′ 00″ N, 68° 33′ 00″ O |
| Kuujjuarapik                          | Village nordique        |                                            | Inuits                | 7,02             | 792        | Nord-du-Québec                | 55° 16′ 30″ N, 77° 45′ 31″ O |
| Kuujjuarapik                          | Terre réservée inuite   |                                            | Inuits                | 285,7            | 792        | Nord-du-Québec                | 56° 19′ 00″ N, 76° 31′ 00″ O |
| Lac-John                              | Réserve indienne        | Nation innue de Matimekush-Lac John        | Innus                 | 0,24             | 21         | Côte-Nord                     | 54° 48′ 45″ N, 66° 46′ 58″ O |
| Lac-Simon                             | Réserve indienne        | Nation anishnabe du Lac Simon              | Algonquins            | 6,81             | 1 285      | Abitibi-Témiscamingue         | 48° 03′ 41″ N, 77° 21′ 39″ O |
| Listuguj                              | Réserve indienne        | Listuguj Mi'gmaq Government                | Micmacs               | 43,44            | 1 514      | Gaspésie–Îles-de-la-Madeleine | 48° 00′ 58″ N, 66° 42′ 21″ O |
| Maliotenam 27a                        | Réserve indienne        | Innu Takuaikan Uashat Mak Mani-Utenam      | Innus                 | 5,2              | 1 610      | Côte-Nord                     | 50° 13′ 00″ N, 66° 11′ 00″ O |
| Manawan                               | Réserve indienne        | Atikamekw de Manawan                       | Attikameks            | 7,97             | 2 000      | Lanaudière                    | 47° 13′ 21″ N, 74° 23′ 30″ O |
| Mashteuiatsh                          | Réserve indienne        | Montagnais du Lac St-Jean                  | Innus                 | 15,2             | 2 010      | Saguenay–Lac-Saint-Jean       | 48° 34′ 00″ N, 72° 14′ 00″ O |
| Matimekosh 3                          | Réserve indienne        | Nation innue de Matimekush-Lac John        | Innus                 | 0,65             | 661        | Côte-Nord                     | 54° 48′ 30″ N, 66° 49′ 25″ O |
| Mingan                                | Réserve indienne        | Innus d'Ekuanitshit                        | Innus                 | 19,15            | 552        | Côte-Nord                     | 50° 18′ 00″ N, 64° 02′ 00″ O |
| Mistissini                            | Village cri             | Nation crie de Mistissini                  | Cris                  | 519,1            | 0          | Nord-du-Québec                |                              |
| Mistissini                            | Terre réservée crie     | Nation crie de Mistissini                  | Cris                  | 763,12           | 3 731      | Nord-du-Québec                | 50° 25′ 06″ N, 73° 52′ 25″ O |
| Natashquan 1                          | Réserve indienne        | Montagnais de Natashquan                   | Innus                 | 1,15             | 915        | Côte-Nord                     | 50° 08′ 00″ N, 61° 48′ 00″ O |
| Nemaska                               | Village cri             | Nation crie de Nemaska                     | Cris                  | 54,7             | 832        | Nord-du-Québec                |                              |
| Nemaska                               | Terre réservée crie     | Nation crie de Nemaska                     | Cris                  | 94,71            | 832        | Nord-du-Québec                | 51° 42′ 00″ N, 76° 15′ 00″ O |
| Obedjiwan 28                          | Réserve indienne        | Atikamekw d'Opitciwan                      | Attikameks            | 9,27             | 1 991      | Mauricie                      | 48° 40′ 14″ N, 74° 55′ 43″ O |
| Odanak 12                             | Réserve indienne        | Odanak                                     | Abénaquis             | 5,64             | 481        | Centre-du-Québec              | 46° 04′ 18″ N, 72° 49′ 15″ O |
| Oujé-Bougoumou                        | Établissement indien    | Nation crie d'Oujé-Bougoumou               | Cris                  | 98,19            | 797        | Nord-du-Québec                | 49° 55′ 32″ N, 74° 49′ 04″ O |
| Pakuashipi                            | Établissement indien    | Montagnais de Pakua Shipi                  | Innus                 | 3,93             | 237        | Côte-Nord                     | 51° 13′ 49″ N, 58° 40′ 18″ O |
| Pessamit                              | Réserve indienne        | Bande des Innus de Pessamit                | Innus                 | 252,13           | 2 428      | Côte-Nord                     | 48° 57′ N, 68° 39′ O         |
| Pikogan                               | Réserve indienne        | Conseil de la Première Nation Abitibiwinni | Algonquins            | 2,74             | 540        | Abitibi-Témiscamingue         | 48° 36′ 00″ N, 78° 07′ 11″ O |
| Puvirnituq                            | Village nordique        |                                            | Inuits                | 111,5            | 2 129      | Nord-du-Québec                | 60° 02′ 13″ N, 77° 16′ 09″ O |
| Quaqtaq                               | Village nordique        |                                            | Inuits                | 26,6             | 0          | Nord-du-Québec                | 61° 02′ 47″ N, 69° 38′ 01″ O |
| Quaqtaq                               | Terre réservée inuite   |                                            | Inuits                | 543,1            | 0          | Nord-du-Québec                | 60° 54′ 00″ N, 69° 33′ 00″ O |
| Rapid Lake                            | Réserve indienne        | Algonquins de Barriere Lake                | Algonquins            | 0,28             | 346        | Outaouais                     | 47° 15′ 19″ N, 76° 42′ 27″ O |
| La Romaine                            | Réserve indienne        | Montagnais d'Unamen Shipu                  | Innus                 | 0,44             | 977        | Côte-Nord                     | 50° 13′ 06″ N, 60° 40′ 04″ O |
| Salluit                               | Village nordique        |                                            | Inuits                | 14,7             | 1 483      | Nord-du-Québec                | 62° 12′ 00″ N, 75° 38′ 00″ O |
| Salluit                               | Terre réservée inuite   |                                            | Inuits                | 613              | 0          | Nord-du-Québec                | 62° 08′ 00″ N, 75° 38′ 00″ O |
| Tasiujaq                              | Village nordique        |                                            | Inuits                | 67,3             | 420        | Nord-du-Québec                | 58° 41′ 44″ N, 69° 55′ 41″ O |
| Tasiujaq                              | Terre réservée inuite   |                                            | Inuits                | 557,3            | 0          | Nord-du-Québec                | 58° 30′ 00″ N, 69° 56′ 00″ O |
| Timiskaming                           | Réserve indienne        | Première Nation de Timiskaming             | Algonquins            | 18,52            | 541        | Abitibi-Témiscamingue         | 47° 38′ 00″ N, 79° 28′ 00″ O |
| Uashat 27                             | Réserve indienne        | Innu Takuaikan Uashat Mak Mani-Utenam      | Innus                 | 2,15             | 1 577      | Côte-Nord                     | 50° 13′ 24″ N, 66° 24′ 09″ O |
| Umiujaq                               | Village nordique        |                                            | Inuits                | 28,59            | 541        | Nord-du-Québec                | 58° 41′ 44″ N, 76° 30′ 54″ O |
| Umiujaq                               | Terre réservée inuite   |                                            | Inuits                | 250,8            | 0          | Nord-du-Québec                | 56° 33′ 00″ N, 76° 24′ 10″ O |
| Waskaganish                           | Village cri             | Cris de la Première Nation de Waskaganish  | Cris                  | 294,3            | 0          | Nord-du-Québec                |                              |
| Waskaganish                           | Terre réservée crie     | Cris de la Première Nation de Waskaganish  | Cris                  | 490,74           | 2 536      | Nord-du-Québec                | 51° 29′ 00″ N, 78° 45′ 00″ O |
| Waswanipi                             | Village cri             | Waswanipi                                  | Cris                  | 232,4            | 0          | Nord-du-Québec                |                              |
| Waswanipi                             | Terre réservée crie     | Waswanipi                                  | Cris                  | 332              | 1 777      | Nord-du-Québec                | 49° 42′ 00″ N, 75° 58′ 00″ O |
| Wemindji                              | Village cri             | Nation crie de Wemindji                    | Cris                  | 332              | 1 777      | Nord-du-Québec                |                              |
| Wemindji                              | Terre réservée crie     | Nation crie de Wemindji                    | Cris                  | 305,64           | 1 562      | Nord-du-Québec                | 53° 00′ 00″ N, 78° 49′ 00″ O |
| Communauté de Wemotaci                | Réserve indienne        | Conseil des Atikamekw de Wemotaci          | Attikameks            | 33,3             | 1 154      | Mauricie                      | 47° 54′ 25″ N, 73° 47′ 00″ O |
| Wendake                               | Réserve indienne        | Nation huronne Wendat                      | Wendats               | 1,64             | 2 200      | Capitale-Nationale            | 46° 51′ 41″ N, 71° 21′ 26″ O |
| Whapmagoostui                         | Village cri             | Première nation de Whapmagoostui           | Cris                  | 122,53           | 0          | Nord-du-Québec                |                              |
| Whapmagoostui                         | Terre réservée crie     | Première nation de Whapmagoostui           | Cris                  | 189,88           | 1 022      | Nord-du-Québec                | 55° 16′ 49″ N, 77° 45′ 16″ O |
| Whitworth 21 (Kataskomiq depuis 2021) | Réserve indienne        | Première Nation malécite de Viger          | Malécites             | 1,6              | 0          | Bas-Saint-Laurent             | 47° 42′ 00″ N, 69° 17′ 00″ O |
| Winneway                              | Établissement indien    | Première Nation de Long Point              | Algonquins            | 0,48             | 261        | Abitibi-Témiscamingue         | 47° 35′ 00″ N, 78° 34′ 00″ O |
| Wôlinak 11                            | Réserve indienne        | Première Nation des Abénakis de Wôlinak    | Abénaquis             | 0,75             | 235        | Centre-du-Québec              | 46° 19′ 00″ N, 72° 25′ 00″ O |
| Total des 83 éléments                 | Total des 83 éléments   | Total des 83 éléments                      | Total des 83 éléments | 13 819,43        | 80 361     |                               |                              |